# Como
Como (Comm în dialectul local) este un oraș în nordul Italiei, la poalele munților Alpi, pe țărmul Lacului Como, numit și Lario. Are cca 85 mii de locuitori și este centru administrativ al provinciei omonime. Este o importantă stațiune turistică, unul dintre unghiurile ideale ale așa-numitului "Triunghi larian".

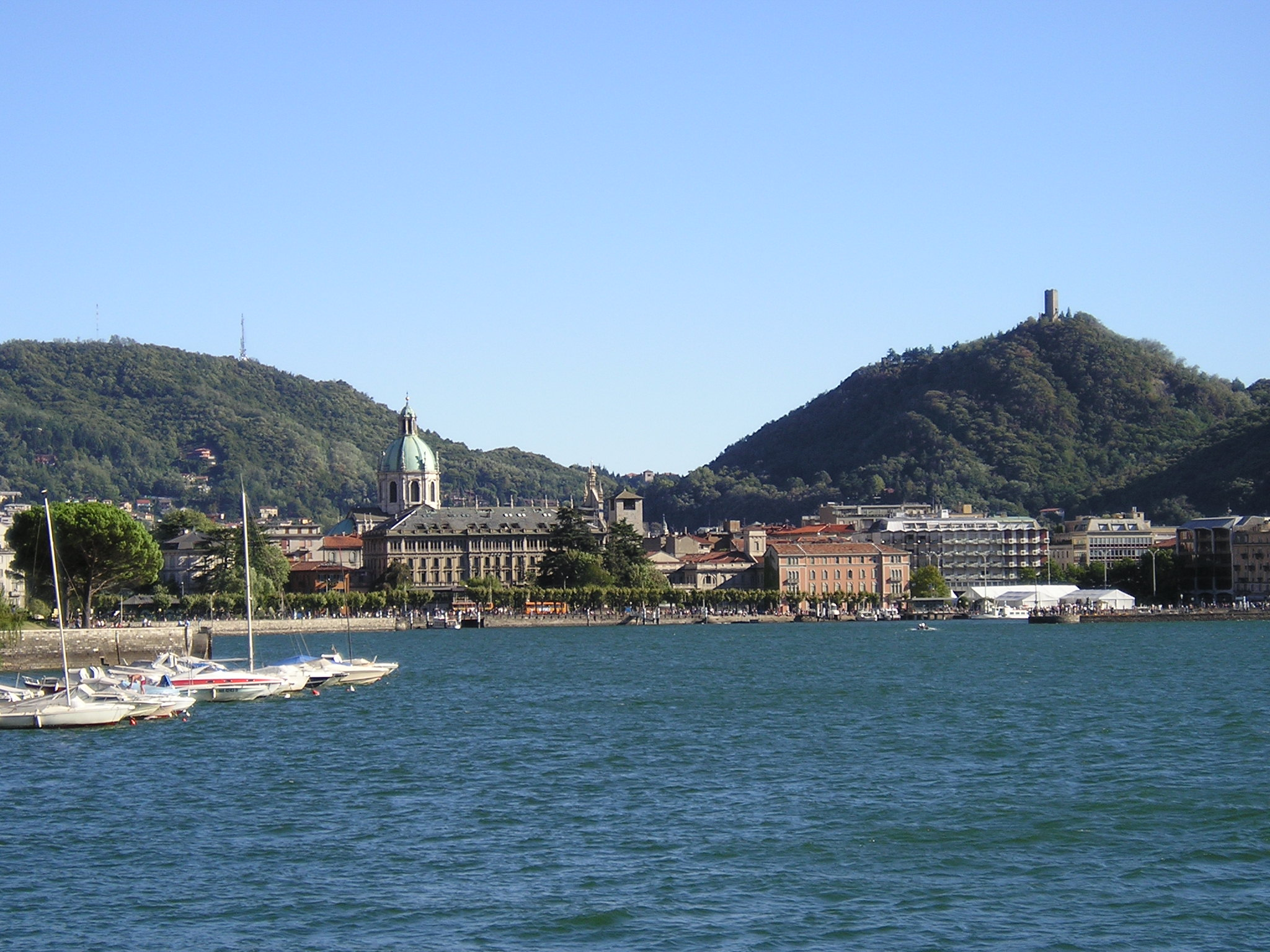
Como peisaj luat de la Villa Geno

## Data generale
Oraș din Lombardia, Italia (201 m, 37,3 km², 83016 loc, comaschi), capitala provinciei omonime, situată în partea de vest a lacului cu același nume, într-o vale (depresiune) înconjurată de munți (la nord-est, muntele Brunate; la sud, colina Baradello; la sud-vest,  munții Caprino și ai Crucii / Croce), dincolo de care se întinde câmpia lombardă.
Din sec. al XVI-lea orașul s-a specializat în prelucrarea lânii și a mătăsii, care este până în prezent sectorul cel mai important al economiei sale.
Spre sfârșitul sec. al XIX-lea artizanatul a fost substituit (înlocuit) de industria textilă: mătasea și fibrele sintetice, sectoare cărora li s-a adăugat și cel al mecanicii, electrotehnicii, metalurgiei, alimentare, îmbrăcăminții, hârtiei, tipăriturii-editării ș.a..
Mulți localnici sunt angajați în comerț și turism, activității favorizate de frumusețile artistice ale orașului, de poziția încântătoare, de dotările sale, de peisajul natural și de rețeaua de comunicații foarte eficientă, bună.
Orașul este punct feroviar pe liniile / traseele Gottardo, care leagă Milanul de Elveția și de celelalte țări din centrul și nordul Europei; Como este legat cu Milano și de „autostrada lacurilor” și de „Ferovia Nord”.

## Istorie

### În antichitate
Cercetările arheologice au scos la lumină rămășițile unei localități celtice la 4 km sud de actualul oraș Como, lângă Grandate: la acest așezământ uman se raportează istoria orașului.
În timpul năvălirilor Rezilor orașul a suferit pagube mari, romanii însă – în 196 î.e.c. – l-au reconstruit aproape de lac, repopulându-l cu o colonie și numindu-l Novo Comun. Cneo Pompeio Strabon a ridicat orașil la rangul de municipiu; Scipio și Cezar au favorizat afluența de populații.

### În Evul Mediu
În 452 e.c., Como a fost devastat de hunii lui Atila, dar repede a fost restaurat de generalul bizantin, Narset, pe timpul războiului gotic / goților (535-553).
Mai apoi, francii au ridicat orașul la rangul de contee (teritoriul, reședința unui conte) și în felul acesta a crescut în importanță mai ales prin grija episcopilor din dieceza lui, dieceză instituită chiar din sec. al IV-lea.
În sec. al XI-lea, orașul a căpătat independența, la fel ca și celălalte cetăți (orașe) lombarde și s-a constituit în Comună liberă, intrând în conflicte armate cu milanezii, care dup 10 ani de războaie l-au distrus (în 1127).
În 1159 a fost reedificat de către împăratul Frederic Barbarossa, aliatul orașului împotriva milanezilor, care l-a întărit cu ziduri puternice și a construit fortăreața Bradello; mai apoi a fost agitat de partidele Vitanilor, guelfii și de partidul Rusca, ghibelinii. Rusca ghibelinilor a schimbat Como pe Lugano cu Filip Maria Visconti. Odată mort Filip M. Visconti, orașul a trecut în stăpânirea conților Sforza, iar din 1521 a îndurat dominația spaniolă. Din 1724 pe cea austriacă și, plecând din această perioadă, istoria orașului Como devine comună cu aceea a orașului Milano și – mai general – cu a întregii regiuni Lombarde.

### În perioada modernă și contemporană
În 1848 Como a prticipat la mișcările de insurecție, cucerindu-și propria independență și capturând garnizoana austriacă (a făcut-o prizonieră).
A urmat soarta Lombardiei până în 1859 când a fost anexat Regatului Italiei.
În sec. al XIX-lea, în acest oraș s-a dezvoltat foarte mult industria (îndeosebi aceea a mătăsii).
În sec- al XX-lea a fost încurajată activitatea turistică.
În timpul celui de-al doilea război mondial, Como cu treitoriile din preajmă a fost locul de trecere clandaetin al fugarilor evrei (și a tuturor celor persecutați) către Elveția.
Orașul nu a suferit mari pagube din cauza bombardamentelor, cu toate acestea a fost teritoriul ultimelor mișcări ale lui Mussolini în fuga lui disperată de la Milano către frontiera elvețiană.

## Demografie
Como - evoluția demografică

|  | Graficele sunt indisponibile din cauza unor probleme tehnice. Mai multe informații se găsesc la Phabricator și la wiki-ul MediaWiki. |

Date: Recensăminte sau birourile de statistică - grafică realizată de Wikipedia

### Personalități
Como a dat istoriei pe: 
- Pliniu cel Bătrân,
- Pliniu cel Tânăr,
- Paolo Giovio, istoric,
- Inocențiu al IX-lea, papă,
- Clement al XIII-lea, papă,
- Alessandro Volta – fizician și om de știință.
- Gianluca Zambrotta, fotbalist.
- Antonio Sant'Elia
- Giuseppe Terragni
- Carla Porta Musa
- Gianfranco Miglio
- Enrico Mantero
- Piero Catelli
- Arturo Merzario
- Pietro Catelli, fondatorul Grupului Artsana

## Orașul și monumentele
De la romanul Novum Comum a rămas foarte puțin: câteva resturi de ziduri și urmele centrului originar și a hotarului localității, adică opera romanilor pentru împărțirea și măsurarea terenului cu scopul de a atribui cetățenilor teritoriile confiscate ale populației învinse.
Nenumărate sunt însă monumentele romane, între care biserica sf. Carpoforo (secc. Al XI-XII-lea), sf. Giacomo, sf. Fedele (cu interiorul refăcut în sec. al XVII-lea) și sf. Abbondio (durată în 1063 și consacrată în 1095), biserică care păstrează în interior prețioase fresce din sec. al XIV-lea.

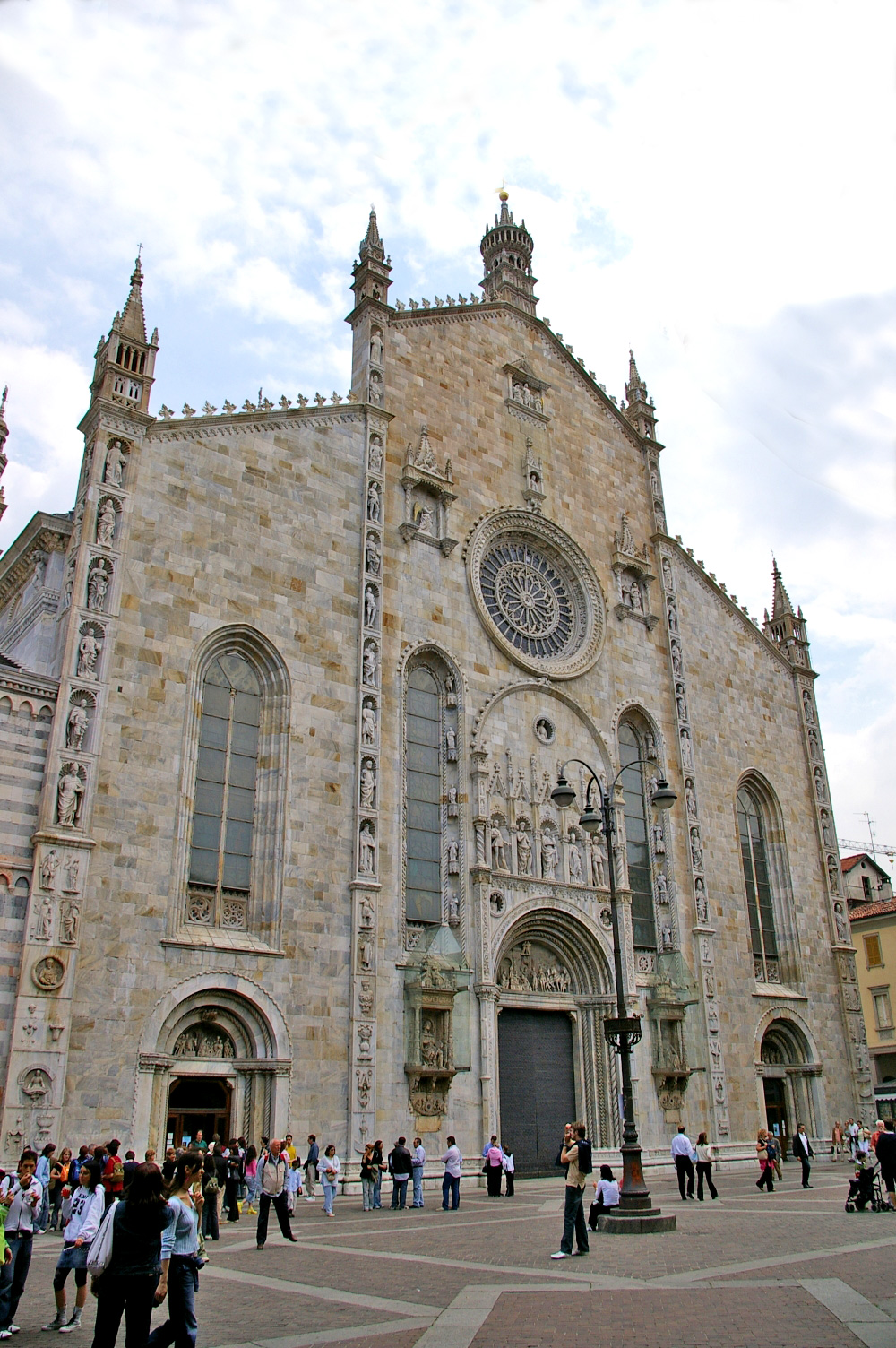
Como - Domul din localitate

În piața Domului se înalță grandios palatul romanico-gotic al orașului (sau cum mai este cunoscut „Palatul Broletto”; construit în 1215, cu fațada renovată în 1435), 
Turnul Comunei (1215) și catedrala (fondată în 1396 și terminată în 1770), încoronată de o impunătoare cupolă, opera arhitectului F. Iuvara, ornamentată în interior cu prețioase picturi (printre care opere ale lui B. Luini, G. Ferrari și Morazzone); păstrează în plus și o prețioasă colecție de țesături tip goblen: arazzi). 
Alte monumente însemnate sunt:
- Turnul Porții Victoriei (1192), cu cinci ordine de arcuri suprapuse;
- Biserica sf. Cecilia, ornamentată cu o admirabilă stucatură din sec. al XVI-lea;
- Templul voltian (1927), în stil neoclasic;
- Palatul lui Giovio, care găzduiește bogatul muzeu al orașului: Muzeul Civic;
- Teatrul Social (sec. al XIX-lea), precedat de un pronaos corintean;
- Villa Margherita, pe vârful Geno.

În apropierea localității sunt ruinele așa-zisei Ca’merlada, anticul castel Baradello, și neoclasica vilă „Villa dell’Olmo” (finele sec. al XVIII-lea), de câțiva ani buni sediul prestigioaselor manifestări artistice și culturale.
Vezi și: Listă de orașe din Italia
1. ↑  Superficie di Comuni Province e Regioni italiane al 9 ottobre 2011 (în italiană), Istituto Nazionale di Statistica, accesat în 16 martie 2019